# سوتي (ميانة)
سوتي هي قرية في مقاطعة ميانة، إيران. عدد سكان هذه القرية هو 218 في سنة 2006.